# Gurelca himachala
Gurelca himachala är en fjärilsart som beskrevs av Butler 1875. Gurelca himachala ingår i släktet Gurelca och familjen svärmare. Inga underarter finns listade i Catalogue of Life.